# Leptoneta sandra
Leptoneta sandra är en spindelart som beskrevs av Willis J. Gertsch 1974. Leptoneta sandra ingår i släktet Leptoneta och familjen Leptonetidae. Inga underarter finns listade i Catalogue of Life.